# Nite Versions
Nite Versions – czwarty album studyjny belgijskiej grupy Soulwax, wydany w 2005 r. przez wytwórnię PIAS Recordings.

## Lista utworów
1. "Teachers"
2. "Miserable Girl"
3. "E Talking"
4. "Accidents and Compliments"
5. "Compute"
6. "Slowdance"
7. "I Love Techno"
8. "KracK"
9. "NY Lipps"
10. "Another Excuse"